# Municipio de Harpersfield
El municipio de Harpersfield (en inglés: Harpersfield Township) es un municipio ubicado en el condado de Ashtabula en el estado estadounidense de Ohio. En el año 2010 tenía una población de 2695 habitantes y una densidad poblacional de 40,32 personas por km².

## Geografía
El municipio de Harpersfield se encuentra ubicado en las coordenadas 41°45′16″N 80°58′48″O / 41.75444, -80.98000. Según la Oficina del Censo de los Estados Unidos, el municipio tiene una superficie total de 66.85 km², de la cual 66.66 km² corresponden a tierra firme y (0.27%) 0.18 km² es agua.

## Demografía
Según el censo de 2010, había 2695 personas residiendo en el municipio de Harpersfield. La densidad de población era de 40,32 hab./km². De los 2695 habitantes, el municipio de Harpersfield estaba compuesto por el 97.66% blancos, el 0.37% eran afroamericanos, el 0.04% eran amerindios, el 0.07% eran asiáticos, el 0.04% eran isleños del Pacífico, el 0.52% eran de otras razas y el 1.3% pertenecían a dos o más razas. Del total de la población el 1.97% eran hispanos o latinos de cualquier raza.